# Trichomasthus funiculus
Trichomasthus funiculus är en stekelart som beskrevs av Xu och He 2003. Trichomasthus funiculus ingår i släktet Trichomasthus och familjen sköldlussteklar. Inga underarter finns listade i Catalogue of Life.